# 世界能力運動總會
世界能力運動總會(World Abilitysport)，是一個負責身障運動的國際體育組織，由國際輪椅及截肢者運動總會(International Wheelchair and Amputee Sports Federation, IWAS)及腦性麻痺國際運動與休閒協會(Cerebral Palsy International Sports and Recreation Association, CPISRA)於2023年合併而來，受到國際帕拉林匹克委員會承認。

## 歷史
國際輪椅及截肢者運動總會與腦性麻痺國際運動與休閒協會醞釀合併已久；2022年11月，IWAS大會正式同意CPISRA併入案。2023年1月1日，兩者合併並更名為世界能力運動總會，並管理輪椅擊劍及電動輪椅曲棍球兩項運動。同年12月於泰國呵叻舉行的世界輪椅及截肢者運動會轉轉型為第一屆世界能力運動會。2024年1月1日，國際帕拉林匹克委員會將帕拉舞蹈運動主管機構正式移交給世界能力運動總會。

## 歷屆賽事

### 世界能力運動會
| 屆次 | 年份 | 城市   | 國家       | 日期         |
| ---- | ---- | ------ | ---------- | ------------ |
| 1    | 2023 | 呵叻   | 泰國       | 12月1日-9日  |
| 2    | 2025 | 雅加達 | 印度尼西亞 | 9月10日-21日 |

### 世界能力青年運動會
| 屆次 | 年份 | 城市 | 國家 | 日期        |
| ---- | ---- | ---- | ---- | ----------- |
| 1    | 2024 | 宋卡 | 泰國 | 12月1日-7日 |

## 外部連結
世界能力運動總會 （页面存档备份，存于）（英文）